# Rotenon
Rotenon ist ein isoflavonoides Benzopyrano-Furochroman-4-on-Derivat. Es ist der bekannteste Vertreter der Rotenoide. Rotenon ist weit verbreitet in der Familie der Fabaceae, z. B. in der Tubawurzel (Derris elliptica), Pachyrhizus erosus, sowie in Lonchocarpus-Arten und Tephrosia-Arten.
Rotenon findet Verwendung als Insektizid und Akarizid, ist jedoch auch für Fische sehr giftig (weniger giftig für Säugetiere und Bienen) und wird deshalb traditionell als Wirkstoff des Barbasco im Fischfang mit Pflanzengiften verwendet.

## Herkunft

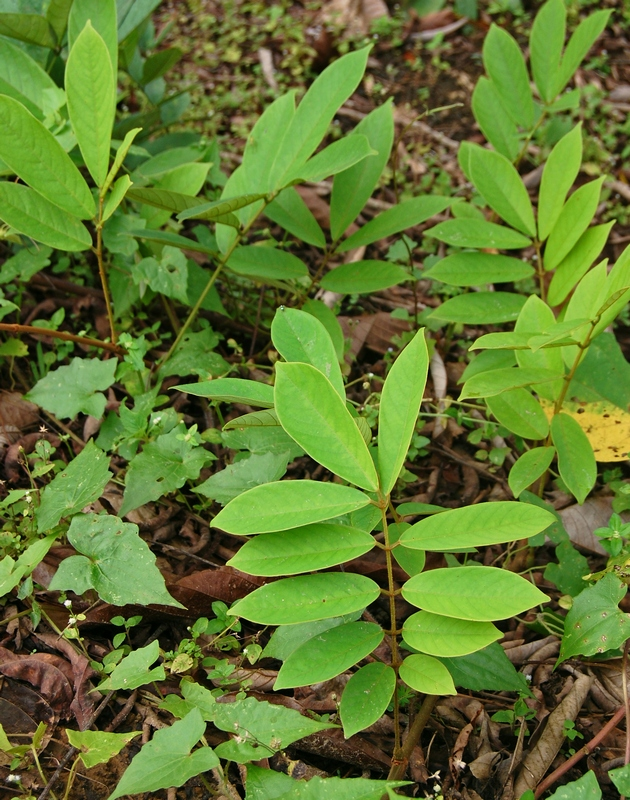
Tubawurzel (Derris elliptica)

Rotenon wird unter anderem aus der Wurzel von Deguelia utilis oder der Tubawurzel (Derris elliptica), einem in Borneo heimischen Schmetterlingsblütler, gewonnen. Die Wirkung dieser Pflanzen (und damit des Giftes) war schon seit dem 17. Jahrhundert bekannt.

## Wirkung
Die giftige Wirkung des Stoffes beruht auf einer Blockade der an der inneren Membran der Mitochondrien lokalisierten Atmungskette, wo er am Komplex I ansetzt und so die Elektronenübertragung verhindert. Dadurch kann die Zelle kein ATP mehr herstellen und der Stoffwechsel kommt schließlich zum Erliegen. Nicht nur die Fischer der Trobriand-Inseln machten sich diese Eigenschaft beim Fischfang zunutze – mit dem Rotenon aus zerstampften Derriswurzeln wurden Fische betäubt und anschließend aufgespießt. Auch in Mexiko, Ecuador und Brasilien findet die Pflanze als Barbasco Anwendung im Fischfang.
Im Freien zersetzt sich Rotenon relativ schnell, ist aber dennoch gefährlich, da es auch über die Haut oder als Staub in die Lunge eindringen kann. Laut einigen Studien steht Rotenon in Verdacht, Parkinson-Krankheit auszulösen. Die Technische Universität Dresden wies die auslösende und verstärkende Wirkung von Rotenon auf das Protein Alpha-Synuclein im Darm bei Mäusen nach, welches Ursache mancher Parkinsonarten ist. Einige der Tiere zeigten Gewebeveränderungen im Gehirn, die denen ähnlich sind, die man bei Parkinson-Patienten findet.

## Einsatzgebiet
Rotenon ist weder in den Staaten der EU noch in der Schweiz als Insektizid zugelassen, es befinden sich keine Pflanzenschutzmittel mit Rotenon als Wirkstoff im Handel.
In Norwegen wird Rotenon erfolgreich eingesetzt, um einen Parasiten (Gyrodactylus salaris), der den Lachsbestand in einigen Flüssen bedroht, zu bekämpfen. Ursprünglich waren 50 norwegische Flüsse mit dem Parasiten infiziert – heute (Stand: Dezember 2016) ist der Parasit nur noch in sieben Flüssen zu finden. Bei solchen Behandlungen wird nicht der Parasit getötet, sondern der Wirt – in diesem Falle also alle lachsartigen Fische (in Norwegen sind das Lachse, Forellen und Saiblinge). Rotenon wird allerdings nicht nur in Norwegen eingesetzt, sondern auch z. B. in Großbritannien, Spanien, den USA und Afrika. In diesen Ländern benutzt man Rotenon hauptsächlich, um eingeführte/invasive Fischarten auszurotten und deren Ausbreitung zu unterbinden. Nach einer durchgeführten Rotenonbehandlung müssen diese Gewässer wieder mit neuen Fischbeständen besetzt werden.